# Інкерманські маяки
44°36′57″ пн. ш. 33°37′45″ сх. д. / 44.61587346573538° пн. ш. 33.62923373039236° сх. д.
44°37′06″ пн. ш. 33°35′19″ сх. д. / 44.61833378306083° пн. ш. 33.58851222427205° сх. д.
Інкерманські маяки (крим. İnkerman mayakları), Інкерманський створ — система з двох маяків поряд з Інкерманом.
Ближчий (також Західний, Передній) маяк розташований на Маячній горі. На ньому без мерехтіння горить червоне світло. Дальній (також Східний, Задній) розташований у горах понад Інкерманом на висоті 195,7 м. Він є найвищим маяком Криму. Світить постійним білим світлом.
Споруди зазнавали руйнувань під час Кримської війни, землетрусу 1927 року, а в роки Другої світової були повністю знищені. З 1944 року почалася відбудова, з 1949 року відбудовані маяки знову почали роботу.

#### Маяк Інкерманський Передній
- Висота башти від основи — 11 м
- Висота вогню від рівня моря — 91 м
- Дальність видимості вогню — 18 миль

#### Маяк Інкерманський Задній
- Висота башти від основи — 11 м
- Висота вогню від рівня моря — 196 м
- Дальність видимості вогню — 24 милі

## Історія
Ахтіарська (Севастопольська) бухта добре проглядається з найвищої точки Інкерманського плато, а скеля, що окремо стоїть нижче, яку часто називають Маячною, є відмінним природним репером для прокладання лінії створа. Разом з ним Інкерманські маякі утворюють систему навігаційних знаків, що дозволяє кораблям за будь-якої погоди цілодобово та безпечно входити до бухти. Цю особливість помітили гідрографи, які обирали місця розташування майбутніх створних веж, і в 1820 за ініціативою командувача флотом адмірала Олексія Самуїловича Грейга почалося їх будівництво.
Збудовані протягом 1820—1821 років. 5 листопада 1821 Інкерманський створ почав діяти.
Маяки дуже постраждали під час Кримської війни 1853—1856 років, проте протягом двох років були повністю відновлений. Нижній маяк було оснащено новим діоптричним світлооптичним апаратом 4-го розряду, закупленим у Парижі у фірми «Соттер» у 1897 році, який у 1902 році замінено гасовою лампою з гасожаровими пальниками. Та на фоні вуличних вогнів міста постійний білий вогонь маяка губився і його було замінено на змінний біло-червоний. Верхній маяк було оснащено новим діоптричним світлооптичним апаратом 4-го розряду, закупленим у Парижі у фірми «Соттер» у 1897 році, який у 1902 році замінено гасовою лампою з гасожаровими пальниками.
З перших днів Другої світової війни гідрографам довелося замаскувати вогонь маяка інфрачервоними світлофільтрами. Хоч це і ускладнювало ситуацію, проте робило його невидимим для ворога. Та все ж маяк було зруйновано, і на його місці почав працювати маніпуляторний пункт. За всі дні оборони Севастополя не було жодного випадку, щоб на маяку не спалахував вогонь або не вмикався радіомаяк на першу ж вимогу радянських кораблів.
Повністю відбудували маяки у 1946 році. 17 листопада вони почали діяти згідно зі штатними характеристиками.